# Captain Kirk Douglas
"Captain" Kirk Douglas es un guitarrista y cantante estadounidense que actúa con la banda de hip hop The Roots. Se unió a The Roots en 2003. Su primer álbum con The Roots fue The Tipping Point de 2004 , donde dividió los deberes de guitarra con Martin Luther y Anthony Tidd. Para el lanzamiento de su álbum de 2006 Game Theory, había asumido el papel de guitarrista único de la banda. Como vocalista, se desempeña como el cantante melódico principal de la banda, compartiendo deberes con el rapero Black Thought.
- Datos: Q5036706
- Multimedia: Kirk Douglas (guitarist) / Q5036706